# Lemberg (westfälisches Adelsgeschlecht)

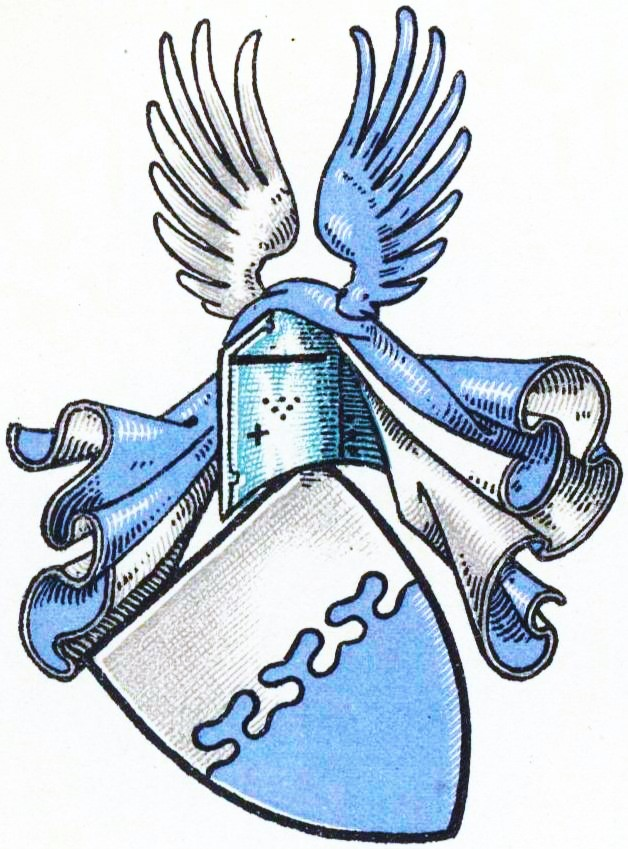
Wappen derer von Lemberg im Wappenbuch des Westfälischen Adels

Lemberg (auch Lembergh, Lemberge, Lemberghe, Limberg, Lymbergh o. ä.) ist der Name eines westfälischen Patrizier- und Uradelsgeschlechts.

## Geschichte
Das Geschlecht stammt aus dem Dortmunder Umland. Schon im 13. Jahrhundert saß es auf einem namensgebenden Rittersitz Lemberg, westlich von Wellinghofen, heute ein Stadtteil von Dortmund. Erstmals erscheint das Geschlecht 1277 mit Tydemann de Lymbergh, der unter Dortmunder Kaufleuten auftrat, welche in London Geschäfte im Wollhandel machten. Ein Thilemannus de Lemberge ließ sich 1296 als Dortmunder Bürger aufnehmen. Derselbe erwarb darauf einen der 19 Königshöfe und wurde damit Erbsaße und Patrizier der Stadt. Dieser Königshof war auch noch 1393 in Händen der Familie. 1298 pachtete Th. de Lemberg eine neue Schuhbude mit Warenauslagen. Sein Sohn, Tidemann Lemberg († 1386), wurde einer der bedeutendsten Kaufleute seiner Zeit. Tidemann Lemberg handelte im Rahmen der Niederlassung der Hanse in London mit Wolle und Zinn. Er wurde Verwalter des königlichen Zollsiegels und kontrollierte ab 1347 zeitweise alle Einkünfte der Zinngruben in Cornwall und damit den gesamten englischen Zinnhandel und Zinnexport. Tidemann hatte einen Bruder, Rotger Lemberg (1387 bereits verstorben), verheiratet mit einer Locke, der Tidemann im Handel unterstützte und 1365 Ratsherr in Dortmund war, und eine Schwester, die mit Dietrich Overberg, Bürgermeister in Dortmund, verheiratet war. Als Geldgeber des englischen Königs Eduard III. stand Tidemann Lemberg ab 1340 an der Spitze eines Gläubigerkonsortiums von 13 westfälischen Kaufleuten, die als Sicherheit gegen ein Darlehen von 18.000 Pfund die gesamte englische Wollausfuhr kontrollierten. Später war Tidemann Lemberg Eduards Chefunterhändler, um die Große Königskrone auszulösen, die sich zum Pfand beim Erzbischof von Trier befand. 1344 löste sich das Gläubiger-Konsortium auf. 1354 übersiedelte Tidemann Lemberg von London nach Köln, wo er den Rest seines Lebens verbrachte und kinderlos verstarb.
1308 erscheint ferner ein Heinrich de Lemberg in einer Urkunde des Grafen Adolf von Berg als Zeuge. Heinrich Lemberg (1387 bereits verstorben), ein weiterer Bruder des o. g. Tidemann Lemberg, Bürger zu Dortmund, bescheinigte 1352 dem Kölner Erzbischof Wilhelm von Gennep, dass er durch die Hand des Zöllners Johann zu Rheinberg 112 Goldschilde empfangen hatte, die sein Bruder Theoderich Lemberg den Edelherren Graf Johann von Nassau und Johann von Saffenberg zum Behuf des Erzbischofs geliehen hatte. Johann Lemberg, ein Sohn Heinrichs, gab 1398 seine Bürgerschaft zu Dortmund auf und siedelte zu seinen Verwandten nach Köln um. Ewald Lemberg, Sohn des o. g. Rotger Lemberg, Dortmunder Bürger und Erbsaß, wurde 1400 zu der Ausarbeitung des neuen Verfassungswerks berufen. Er war 1407, 1412 und 1414–1419 Dortmunder Ratsherr. Im Jahr 1440 wird sein Sohn Ewald Lemberg in einer Urkunde genannt. 1411 wird ein Tetryk Lembergh bzw. Theoderich Lemberg erwähnt, der Handel mit England trieb.
Engelbert Lemberg, verheiratet mit Anna Stork in Barop, wollte 1535 den Storks Hof in Barop übernehmen. 1537 verließ er das Gut wieder und zog zurück nach Dortmund. Mit dem Abstieg der Stadt Dortmund verlor auch die Familie ihren Reichtum. Im 17. Jahrhundert treten Mitglieder der Familie als Handwerker auf. 1656 wurde Heinrich Lemberg geboren. Er war mit Margarete Noelle aus Barop verheiratet. Sie hatten einen Sohn namens Hermann Lemberg und einen Enkel namens Hermann Rudolf Lemberg († 1763). Letzterer war mit Anna Katharina Kampmann aus Barop verheiratet. Hermann Rudolfs Sohn Johann Dietrich Lemberg († 1834) ehelichte Katharina Elsabehn Jakobs aus Deusen. Ihr einziger Sohn war David Caspar Dietrich Lemberg (* 1789, † 1859). Dessen Nachkommen lebten noch Anfang des 20. Jahrhunderts in Dortmund.

## Persönlichkeiten
- Tidemann Lemberg (um 1310–1386), Kaufmann und Patrizier der Freien Reichsstadt und Hansestadt Dortmund

## Wappen
Blasonierung: Durch Wolkenschnitt Silber über Blau geteilt. Auf dem Helm mit blau-silbernen Helmdecken ein offener Flug, rechts silbern, links blau.
Tidemann Lemberg fügte seinem Wappen im silbernen Oberfeld eine rote Rose bei.